# 2018년 동계 올림픽 필리핀 선수단
2018년 동계 올림픽 필리핀 선수단은 대한민국 평창에서 개최될 2018년 동계 올림픽에 참가하는 올림픽 필리핀 선수단이다. 지난 대회에서 20년만에 복귀한 이후 2연속 동계 올림픽 참가이다.
이번 대회에서 필리핀은 남자 선수 두 명이 각각 알파인스키와 피겨스케이팅 종목에 출전한다.

## 배경
러시아 소치에서 열린 2014년 동계 올림픽에서 피겨스케이팅의 미카엘 크리스티안 마르티네스 선수가 유일한 필리핀 국가대표로 출전하였으나 2018년에는 2017 CS 네벨혼 트로피에서 올림픽 출전 확정 순위권에 들지 못하면서 원래는 출전하지 못할 운명이었다. 그러나 2018년 1월 스웨덴이 1쿼터를 반납하면서 남은 쿼터가 필리핀에게 부여됐고, 크리스티안 마르티네스 선수는 이번 올림픽에 다시 한번 참가할 수 있게 되었다.
피겨 외에도 알파인스키에서는 필리핀이 남자선수 1명분 쿼터를 확보하면서 알파인스키 종목에도 출전할 수 있게 되었다. 이쪽에는 아사 밀러 선수가 필리핀 대표로 출전한다.

## 참가 선수
다음은 각 종목별 참가 현황이다.
| 종목         | 남자 | 여자 | 총합 |
| ------------ | ---- | ---- | ---- |
| 알파인스키   | 1    | 0    | 1    |
| 피겨스케이팅 | 1    | 0    | 1    |
| 총합         | 2    | 0    | 2    |

## 종목별 성적

### 알파인 스키
필리핀에는 총 한 명의 선수에게 출전권이 배정됐으며 아사 밀러 선수가 출전한다. 아사 밀러 선수는 본래 미국 오리건주에 살고 있던 미국인이었지만 필리핀 이중국적을 취득해뒀던 덕분에 필리핀 국가대표로 참가할 수 있게 되었다.
남자
- 아사 밀러

### 피겨 스케이팅
필리핀에는 한 명분 쿼터가 배정됐다.
| 선수                         | 세부 종목 | 쇼트 프로그램 | 쇼트 프로그램 | 프리 스케이팅 | 프리 스케이팅 | 합계 | 합계 |
| 선수                         | 세부 종목 | 점수          | 순위          | 점수          | 순위          | 점수 | 순위 |
| 미카엘 크리스티안 마르티네스 | 남자 싱글 |               |               |               |               |      |      |